# روز جهانی بریل

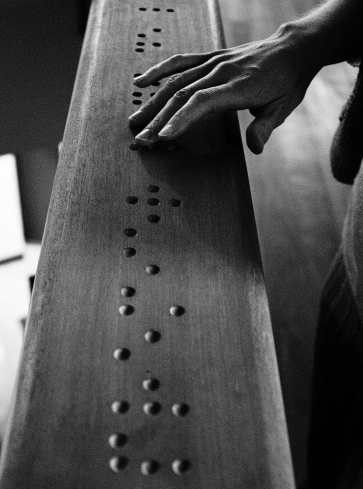
روز جهانی بریل

روز جهانی بریل (انگلیسی: World Braille Day) روزی بین‌المللی است که در ۴ ژانویه با هدف آگاهی از اهمیت بریل به عنوان وسیله‌ای ارتباطی در تحقق کامل حقوق بشر برای افراد نابینا و کم‌بینا گرامی می‌دارند. تاریخ این رویداد توسط مجمع عمومی سازمان ملل متحد در اعلامیه‌ای در نوامبر ۲۰۱۸ اعلام شد. ۴ ژانویه، روز تولد لوئی بریل به عنوان خالق این سیستم نوشتاری است. اولین گرامیداشت این روز در ۴ ژانویه ۲۰۱۹ بود.